# تیراوا سلنا
تیراوا سلنا (به لاتین: Tyrawa Solna) یک منطقهٔ مسکونی در لهستان است که در Gmina Sanok واقع شده‌است.

## خصوصیات
تیراوا سلنا ۳۵۰ نفر جمعیت دارد.